# Савостьянова, Раиса Петровна
Раиса Петровна Савостьянова (30 декабря 1927, д. Дуброва, Тавдинский район, Ирбитский округ, Уральская область, РСФСР, СССР — 31 октября 1992, Тавда, Свердловская область, Россия) — Герой Социалистического Труда, прессовщица Тавдинского фанерного комбината.

## Биография
Родилась 30 декабря 1927 года в деревне Дуброва Тавдинского района Ирбитского округа Уральской области.
В 1948 году поступила работать в клеевой цех Тавдинского фанерного комбината, в 1950 году стала бригадиром прессовщиц. В 1966 году ей был вручён орден Ленина. А 7 мая 1971 года ей было присвоено звание Героя Социалистического труда. В марте 1976 года была делегатом XXV съезда КПСС.
Скончалась 31 октября 1992 года и была похоронена в Тавде.

## Награды
За свои достижения была награждена:
- 17.09.1966 — орден Ленина «за высокие трудовые достижения по итогам семилетнего плана (1959—1965)»;
- 07.05.1971 — звание Герой Социалистического Труда с золотой медалью Серп и Молот и орден Ленина «за выдающиеся успехи в выполнении заданий пятилетнего плана по развитию лесной и деревообрабатывающей промышленности».